# 亨利·卡洛
亨利·卡洛（法語：Henri Callot，1875年12月18日—1956年12月22日），法国男子击剑运动员。他曾代表法国参加1896年夏季奥林匹克运动会击剑比赛，获得男子个人花剑银牌。